# Hayesville (Oregon)
Hayesville és una concentració de població designada pel cens dels Estats Units a l'estat d'Oregon. Segons el cens del 2000 tenia 18.222 habitants.

## Demografia
Segons el cens del 2000, Hayesville tenia 18.222 habitants, 6.655 habitatges, i 4.631 famílies. La densitat de població era de 1.790,2 habitants per km².
Dels 6.655 habitatges en un 35,6% hi vivien nens de menys de 18 anys, en un 51,9% hi vivien parelles casades, en un 12,5% dones solteres, i en un 30,4% no eren unitats familiars. En el 21,7% dels habitatges hi vivien persones soles el 6,4% de les quals corresponia a persones de 65 anys o més que vivien soles. El nombre mitjà de persones vivint en cada habitatge era de 2,71 i el nombre mitjà de persones que vivien en cada família era de 3,15.
Per edats la població es repartia de la següent manera: un 27,7% tenia menys de 18 anys, un 12,4% entre 18 i 24, un 28,3% entre 25 i 44, un 21,3% de 45 a 60 i un 10,3% 65 anys o més.
L'edat mediana era de 31 anys. Per cada 100 dones de 18 o més anys hi havia 96,5 homes.
La renda mediana per habitatge era de 35.673 $ i la renda mediana per família de 40.781 $. Els homes tenien una renda mediana de 33.920 $ mentre que les dones 26.969 $. La renda per capita de la població era de 17.673 $. Aproximadament el 12,8% de les famílies i el 15,3% de la població estaven per davall del llindar de pobresa.

## Poblacions més properes
El següent diagrama mostra les poblacions més properes.